# José Varas
 José Varas (Navarro, provincia de Buenos Aires, Argentina, 1855 – Buenos Aires, Argentina, 1910) fue un periodista que durante muchos años se desempeñó en el diario La Nación de Buenos Aires y fue el primer presidente del Círculo de la Prensa.  
Tenía solo tenía once años cuando escribió su primera nota periodística en el diario de Buenos Aires La Palabra de Mayo. Fue adquiriendo práctica y en 1878 publicó su primera nota en el diario La Nación, titulada Sociedad del Pito, pasando más adelante a desempeñarse como cronista parlamentario.
Fue elegido primer presidente del Círculo de Cronistas, fundado el 2 de febrero de 1891, que el 26 de abril de 1896 cambió su denominación al nombre actual de Círculo de la Prensa, la entidad de periodistas más antigua del país, y desde ese cargo bregó por los derechos de los periodistas.
Falleció en Buenos Aires en 1910.